# Marek Gulbierz
Marek Gulbierz (ur. 24 czerwca 1961) – polski lekkoatleta (ultramaratończyk) medalista mistrzostw Polski.

## Życiorys
Specjalizował się w biegach długodystansowych na dystansie większym niż maraton. Był zawodnikiem UKS Herkules Kowale Oleckie, MKS Juvenia Białystok. 
Uczestnik Mistrzostwa Świata w biegach 24-godzinnych (2001, 2003, 2004, 2007, 2008), wielokrotnie startował w Supermaratonie Calisia. Największe sukcesy odnosił startując poza granicami kraju, a uzyskane wyniki są do dziś niepoprawnymi, nieoficjalnymi rekordami Polski.

## Osiągnięcia
- zdobywca srebrnego medalu na 3. Mistrzostwa Polski w biegu 24-godzinnym (11 i 12 września 2010, Katowice, dystans 239,011 km)
- zdobywca Pucharu Lajkonika w I Biegu Dobowym (09 i 10 czerwca 2007, Kraków, dystans 228,310 km)

## Rekordy życiowe
- bieg 12-godzinny – 122 km 802 m (22 września 2001, San Giovanni Lupatoto, ITA[2])
- bieg 24-godzinny – 239 km 11 m (11 i 12 września 2010, Katowice)
- bieg 48-godzinny – 363 km 820 m (11 - 13 lipca 2003, Köln, GER)
- bieg 72-godzinny – 466 km 910 m (29 czerwca - 2 lipca 2000, Deventer, NED)
- bieg na 100 km – 8:00,48 h (10 października 1992, Kalisz)